# Тепе (Літія)
Тепе (словен. Tepe) — поселення в общині Літія, Осреднєсловенський регіон, Словенія. Висота над рівнем моря: 480,4 м.